# District Officer
Le District Officer, souvent abrégé en D. O., était un officier commissionné par l'un des gouvernements coloniaux de l'Empire britannique. À partir du milieu des années 1930, cette fonction fait partie intégrante du Service Colonial du Royaume-Uni, l'organisme responsable du district des territoires d'outre-mer de l'Empire.